# Lira da braccio
A lira da braccio a reneszánsz korának fontos, jellegzetes vonós hangszere. A 15. század végén, a 16. században itáliai udvari költők, zenészek, humanista műkedvelők használták lírai és narratív költeményeik improvizatív zenei kíséretére. Neve ellenére hangszertanilag nem tartozik a lírák, azaz a járomlantok közé, hanem a középkori fidula utódja.

## Neve
A Bizánci Birodalomban, miután az ógörög líra már feledésbe merült, a líra, vagyis „lüra” (λύρα) hangszernevet vonós hangszerekre alkalmazták. Ez az elnevezés később Itáliában is megjelent a lira da braccio és a lira da gamba nevében. A reneszánsz pszeudo-archeológiája ráadásul e hangszereket valóban az antik líra utódjának gondolta: a kor képzőművészeti alkotásain Apollón, Orpheusz, Homérosz, Dávid király kezében is lira da braccio látható. Ezt a tévhitet végül Vincenzo Galilei, a csillagász Galilei apja cáfolta meg 1581-ben a Dialogo della musica antica et della moderna című művében.
A lira da bracciót a 16. századi irodalomban sokszor csak lira, sőt viola néven említik, de előfordul a lira di sette corde vagy a lira moderna elnevezés is.

## Leírása
A lira da bracciónak széles, általában bundozatlan fogólapja, szív vagy levél formájú, a fiduláéhoz hasonló kulcsszekrénye van elölről kezelhető hangolókulcsokkal. A húrláb csak enyhén ívelt, hogy megkönnyítse a többszólamú játékot. A teste kávás felépítésű, formája kezdetben enyhén karcsúsított ovális, később a dereka a csípővel szögben csatlakozik, majd a későbbi hegedű formájához közelít. Testformájának jellemző sajátossága, hogy a húrtartó gombjánál a körvonala kissé szögben bevágódik. Testének méretei a mai hegedűétől a brácsa nagyságáig terjednek, testhosszúságuk 38 és 59 cm közé esik. Menzúrája ennek megfelelően 320–410 mm.
Az ógörög lírának megfelelően hét bélhúrja van, ebből kettő a fogólap mellett futó burdonhúr. A húrok hangolása, elnevezése: dd' – bassi, oktávban kettőzött burdonhúr, gg' – bordoni, a fogólap fölötti húrok legmélyebbike oktávkettőzve, d' – tenore, a' – sottanella, e" – canto.
Egy fennmaradt hangszert, az Andrea da Verona által 1511-ben készített, a bécsi Kunsthistorisches Museumban őrzött hangszert kávás módon építették, de még nem a később megszokottá vált módon, nedvesen, meleg vason hajlították meg a káva alkatrészeit, hanem egy darabban, fűrésszel kanyarították ki egy vastag deszkából. A korpusz belsejében sem gerenda, sem lélekfa nincs.

## Használata
Nevének megfelelően a lira da bracciót da braccio tartással, tehát a későbbi hegedűhöz hasonló helyzetben szólaltatták meg. A képi ábrázolásokon a zenész a bal vállához szorítja a hangszert, de legtöbbször a kulcsszekrénye kisebb-nagyobb szögben lefelé dől. A hangszer alsó húrjait akkordjátékra használták, ennek megfelelően vonója nagyon hosszú, a vonó szőre a lehető legtávolabb van a pálcájától. A fogólapon hármas- és négyesfogásokat alkalmaztak, sőt egyes képeken úgy látszik, a bal kéz hüvelykujjára húzott fémgyűrű segítségével a fogólap melletti húrokat is megrövidíthették. A felső két-három húron dallamot, passzázsokat játszottak. A hangszeren kísért énekszólam hangterjedelme a líráé alatt, basszusban volt.
Lira da braccióra írott zeneművek – a hangszer improvizatív használatából következően – nem maradtak fenn, de korabeli jelentőségét, megbecsültségét mutatja, hogy az itáliai reneszánsz olyan hírességei is játszottak rajta, mint például Marsilio Ficino, Raffaello Sanzio vagy Leonardo da Vinci.

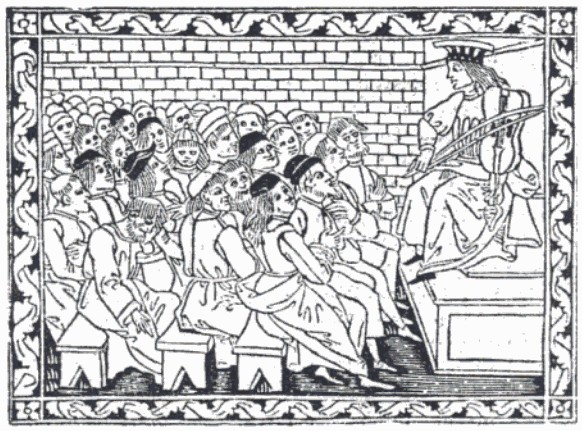
Előadás lira da braccióval, Luigi Pulci fametszete (kb. 1500)
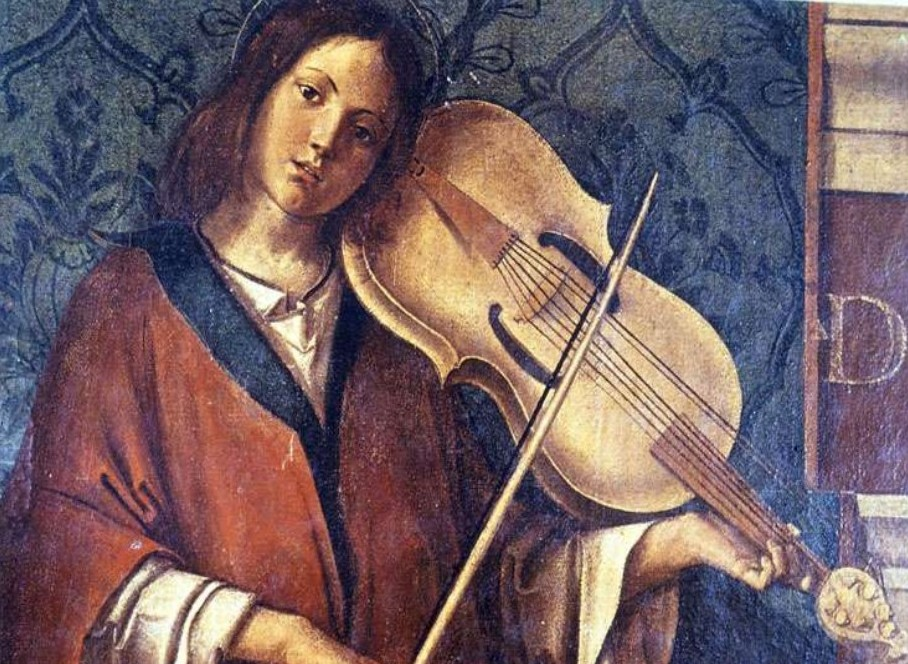
Lira da braccio Bartolomeo Montagna festményén (kb. 1500)
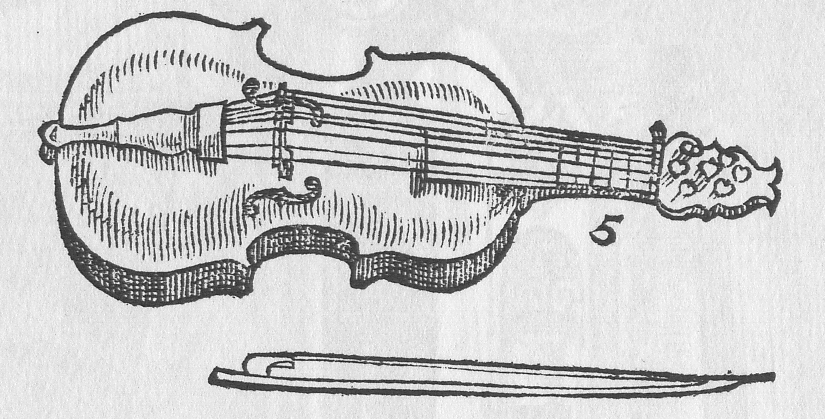
Lira da braccio bundokkal Michael Praetorius Syntagma Musicum című művéből (1619)
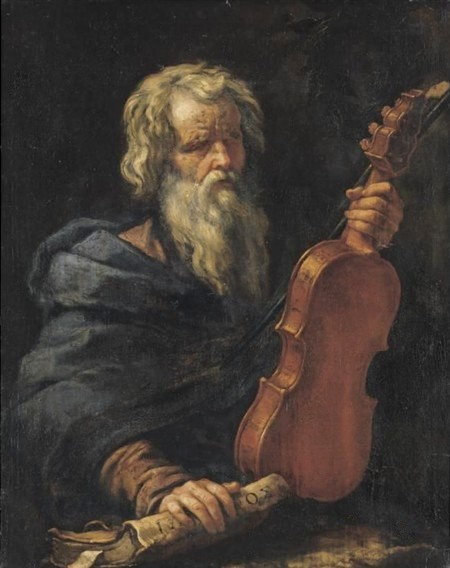
Homérosz lira da braccióval, Pier Francesco Mola (1612–1666) festménye